# Wołajowice
Wołajowice – wieś w Polsce położona w województwie lubelskim, w powiecie hrubieszowskim, w gminie Hrubieszów.
W latach 1975–1998 miejscowość administracyjnie należała do województwa zamojskiego. 
Wieś stanowi sołectwo gminy Hrubieszów. Według Narodowego Spisu Powszechnego (III 2011 r.) liczyła 191 mieszkańców i była 27. co do wielkości miejscowością gminy.
Wierni Kościoła rzymskokatolickiego należą do parafii św. Apostołów Piotra i Pawła w Moniatyczach.

## Historia
Wołajowice według Słownika geograficznego Królestwa Polskiego z roku 1893 to wieś w powiecie hrubieszowskim, gminie i parafii Moniatycze. Według spisu z 1827 roku było tu 23 domów zamieszkałych przez 163 mieszkańców.